# 10 de novembro
10 de novembro é o 314.º dia do ano no calendário gregoriano (315.º em anos bissextos). Faltam 51 dias para acabar o ano.

## Eventos históricos

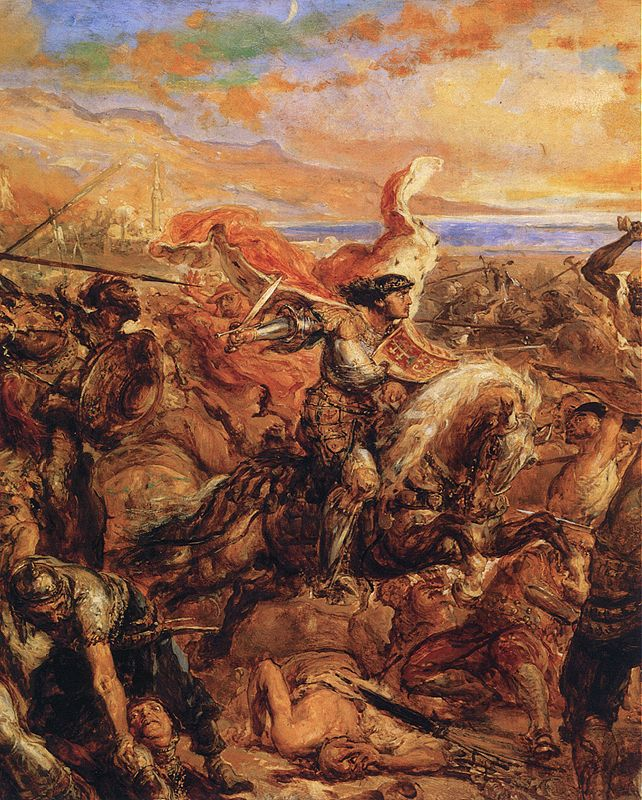
1444: Batalha de Varna

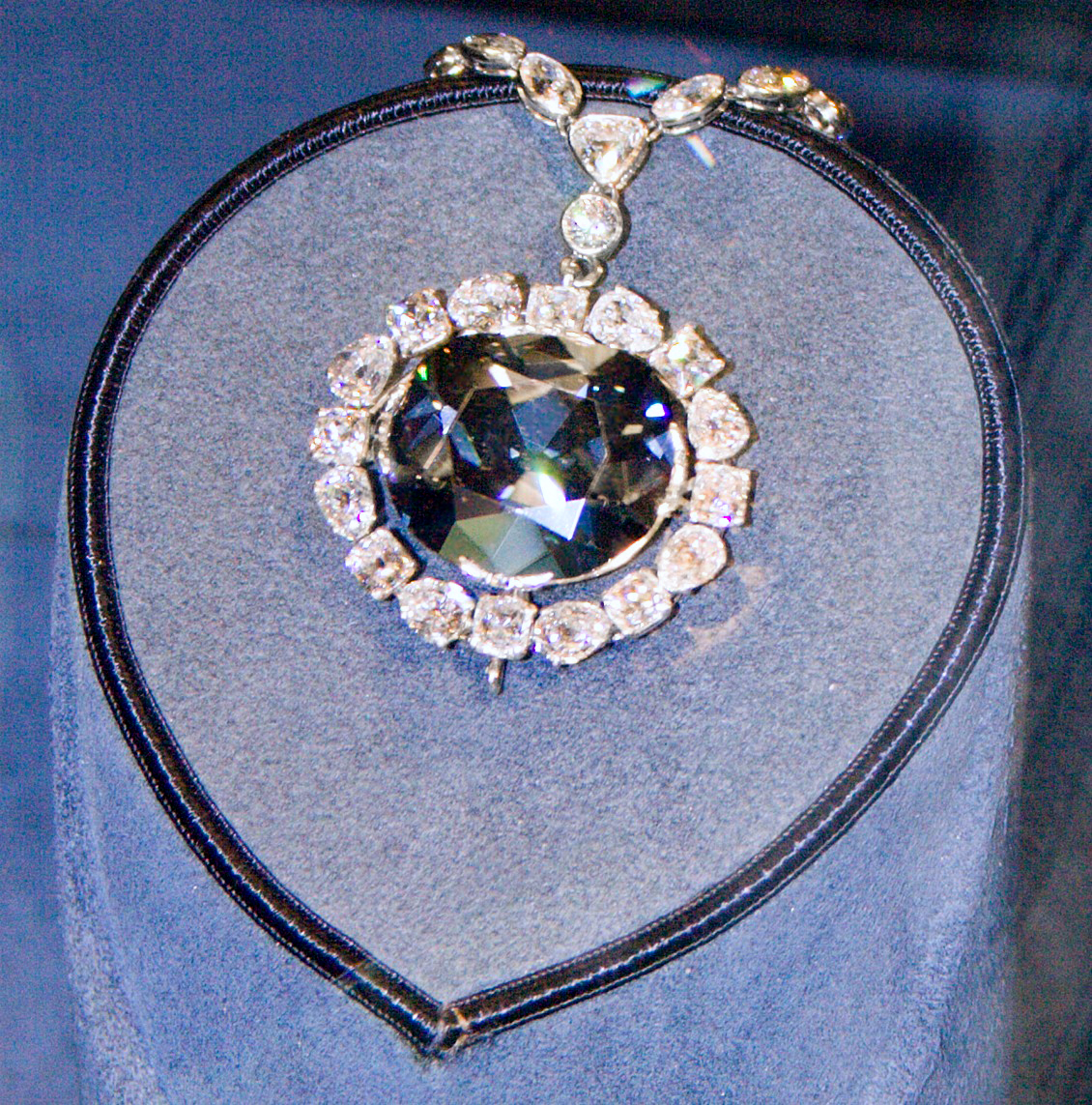
1958: O diamante Hope

- 0474 — O imperador romano-oriental (bizantino) Leão II morre após um reinado de dez meses. É sucedido por seu pai, Zenão, que se torna o único governante do Império Romano Oriental.
- 1202 — Quarta Cruzada: apesar das cartas do Papa Inocêncio III proibi-los e ameaçar de excomunhão, cruzados católicos iniciam o Cerco de Zara (atual Zadar, Croácia).
- 1444 — Batalha de Varna: as forças cruzadas do Rei Ladislau III da Polônia são derrotadas pelos turcos sob o comando do Sultão Murade II e Ladislau é morto.
- 1555 — O Reino da França, estabelece a França Antártica uma colônia na região da Baía do Rio de Janeiro (como era então conhecida a Baía de Guanabara).
- 1549 — Convocado o conclave para escolher o sucessor do Papa Paulo III.
- 1674 — Terceira Guerra Anglo-Holandesa: Conforme previsto no Tratado de Westminster, os Países Baixos cedem a Nova Holanda à Inglaterra.
- 1775 — O Corpo de Fuzileiros Navais dos Estados Unidos é fundado em Tun Tavern, na Filadélfia, por Samuel Nicholas.
- 1793 — Um Culto da Razão é proclamado pela Convenção francesa por sugestão de Pierre Gaspard Chaumette.
- 1821 — Uma revolta sem derramamento de sangue leva à independência do Panamá da Espanha e a sua integração imediata na Colômbia.
- 1848 — Ocorre a primeira batalha da Revolução Praieira em Abreu e Lima (Povoado de Maricota).
- 1859 — Segunda Guerra de Independência Italiana: acordo de paz pelo Tratado de Zurique: o Império Francês recebe a Lombardia, entregue depois ao Reino de Sardenha, e o Império Austríaco conserva Veneza (veja também Risorgimento);
- 1871 — O jornalista britânico Henry Stanley encontra-se com o explorador e missionário também britânico David Livingstone em Ujiji, na atual Tanzânia, após meses sem notícias do paradeiro do missionário.
- 1904 — Inicia-se a Revolta da Vacina motim popular na cidade do Rio de Janeiro, O saldo total foi de 945 pessoas presas na Ilha das Cobras, 30 mortos, 110 feridos e 461 deportados para o estado do Acre.
- 1928
  - Lançada no Rio de Janeiro a revista semanal ilustrada O Cruzeiro.
  - É nomeado em Portugal o 5.º governo da Ditadura Militar, chefiado pelo presidente do Ministério Artur Ivens Ferraz.
- 1937 — Instaurada a Terceira República Brasileira. A terceira constituição republicana, também conhecida como Polaca, é outorgada pelo presidente Getúlio Vargas. Dissolvida a Ação Integralista Brasileira.
- 1940 — O terremoto de Vrancea de 1940 atinge a Romênia, matando cerca de 1 000 pessoas e ferindo aproximadamente outras 4 000.[1]
- 1942 — Segunda Guerra Mundial: a Alemanha invade a França de Vichy após o acordo do almirante francês François Darlan para um armistício com os Aliados no norte da África.
- 1945 — Revolução Nacional da Indonésia - Fortes lutas em Surabaia entre nacionalistas indonésios e colonialistas neerlandeses em retorno após a Segunda Guerra Mundial, hoje comemorada naquele país como o Dia dos Heróis (Hari Pahlawan).
- 1946 — Um terremoto de magnitude 6,9 na Cordilheira dos Andes peruanos mata pelo menos 1 400 pessoas.[2]
- 1958 — O diamante Hope é doado ao Instituto Smithsoniano pelo comerciante de diamantes de Nova Iorque Harry Winston.
- 1969 — Lançado o programa de televisão educacional para crianças Sesame Street (Vila Sésamo ou Rua Sésamo) nos Estados Unidos.
- 1970
  - Guerra do Vietnã: Vietnamização: pela primeira vez em cinco anos, uma semana inteira termina sem relatos de mortes em combate dos Estados Unidos no Sudeste Asiático.
  - Luna 17: missão espacial não tripulada lançada pela União Soviética.
- 1971 — No Camboja, as forças do Khmer Vermelho atacam a cidade de Phnom Penh e seu aeroporto, matando 44 pessoas, ferindo pelo menos 30 e danificando nove aeronaves.
- 1975
  - O Brasil foi o primeiro país a reconhecer a Independência de Angola.[3]
  - O graneleiro SS Edmund Fitzgerald, de 222 metros de comprimento, naufraga durante uma tempestade no lago Superior (localizado entre os Estados Unidos e Canadá), matando todos os 29 tripulantes a bordo.
  - Conflito israelo-palestino: a Assembleia Geral das Nações Unidas aprova a Resolução 3379, determinando que o sionismo é uma forma de racismo.
- 1983 — O empresário Bill Gates apresenta o Windows 1.0.
- 1989
  - Os alemães começam a derrubar o Muro de Berlim.
  - O líder búlgaro Todor Zhivkov é destituído do cargo e substituído por Petar Mladenov.
- 1995 — Na Nigéria, o dramaturgo e ativista ambiental Ken Saro-Wiwa, juntamente com outros oito do Movimento pela Sobrevivência do Povo Ogoni (Mosop), são enforcados por forças do governo.
- 2006 — O político tâmil do Sri Lanka Nadarajah Raviraj é assassinado em Colombo.
- 2008 — Mais de cinco meses após o pouso em Marte, a NASA declara que a missão Phoenix foi concluída após a perda das comunicações com o módulo de aterrissagem.
- 2009
  - Apagão deixa parte do Brasil e também o Paraguai sem energia desde a noite até a madrugada seguinte devido a uma falha na Usina Hidrelétrica de Itaipu.
  - Google publica os primeiros rascunhos da sua nova linguagem de programação GoLang.
  - Navios das marinhas da Coreia do Sul e da Coreia do Norte entram em confronto próximos à ilha Daecheongdo, no Mar Amarelo.
- 2019 — Em meio a protestos e pressionado por militares e opositores, Evo Morales renúncia ao cargo de presidente da Bolívia, e a senadora da oposição Jeanine Áñez torna-se presidente interina.
- 2020
  - Martín Vizcarra é destituído da presidência do Peru, alegando "incapacidade moral", 87 de 130 congressistas decidem pelo "Sim" ao impeachment de Vizcarra, em seu lugar assume Manuel Merino.
  - Armênia e Azerbaijão assinam acordo de cessar-fogo no dia anterior, encerrando a Segunda Guerra de Nagorno-Karabakh e provocando protestos na Armênia.

## Nascimentos

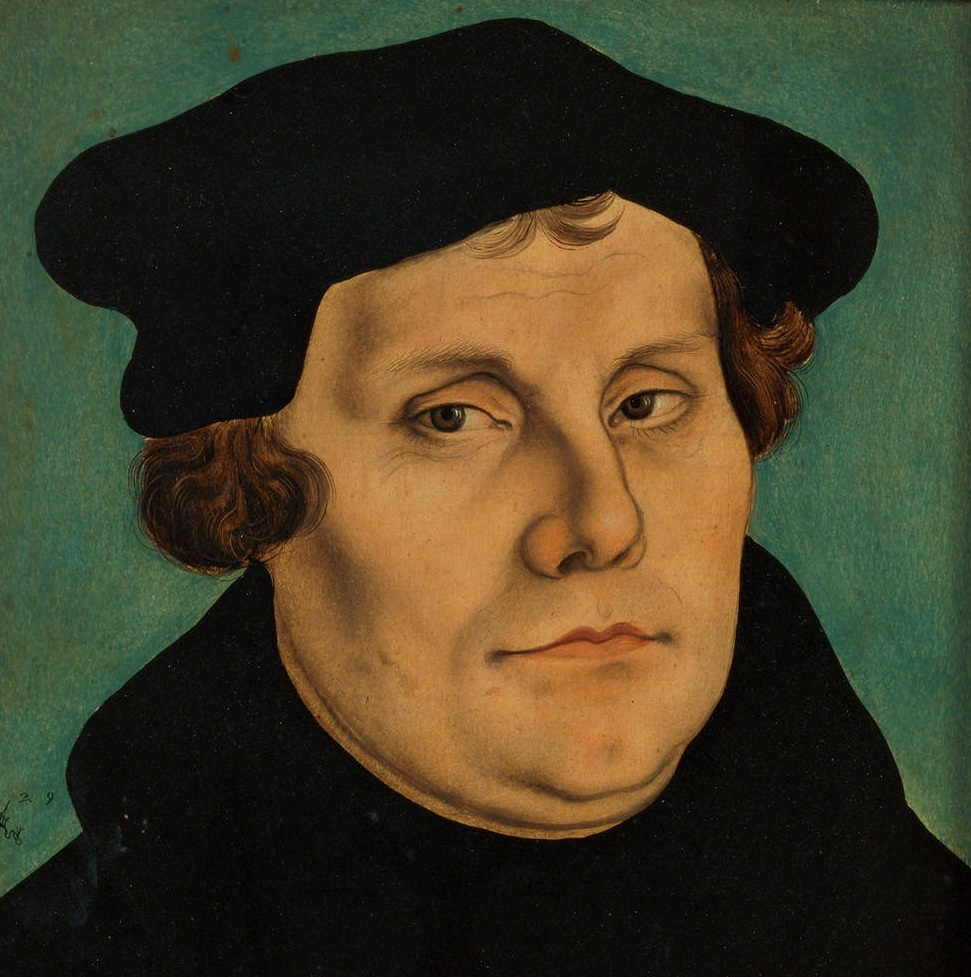
Martinho Lutero

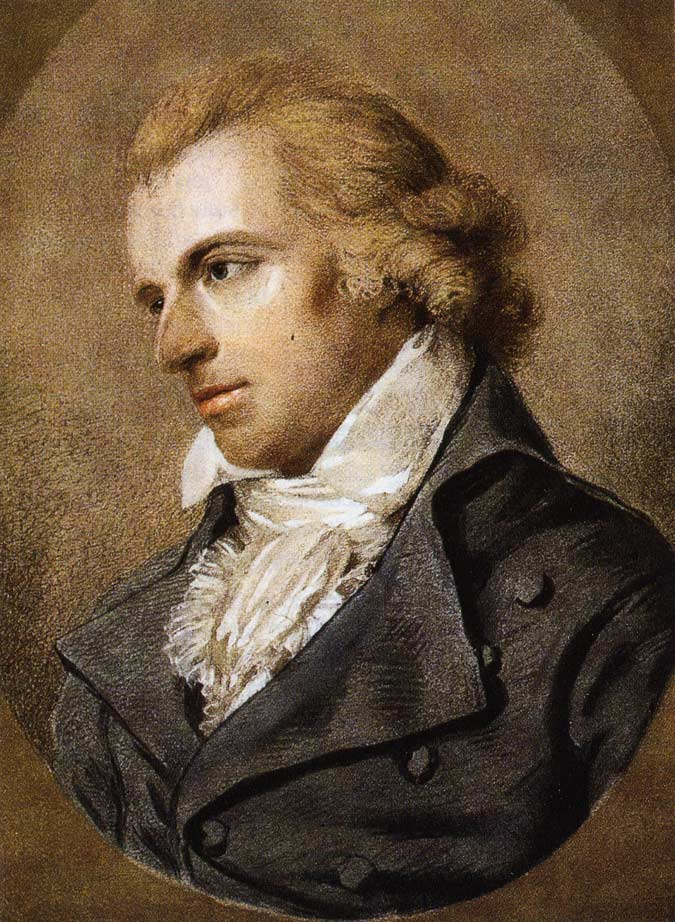
Friedrich Schiller

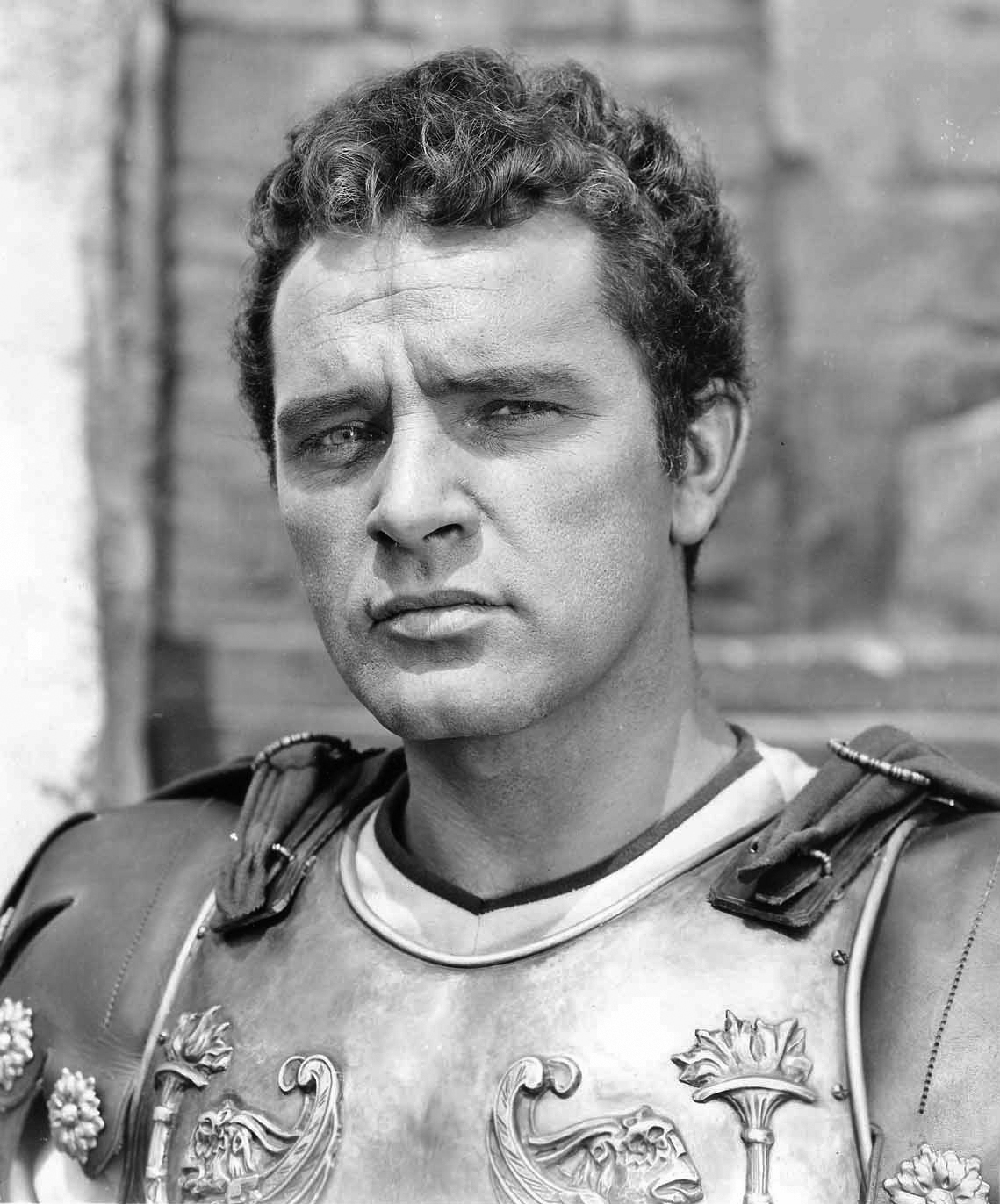
Richard Burton

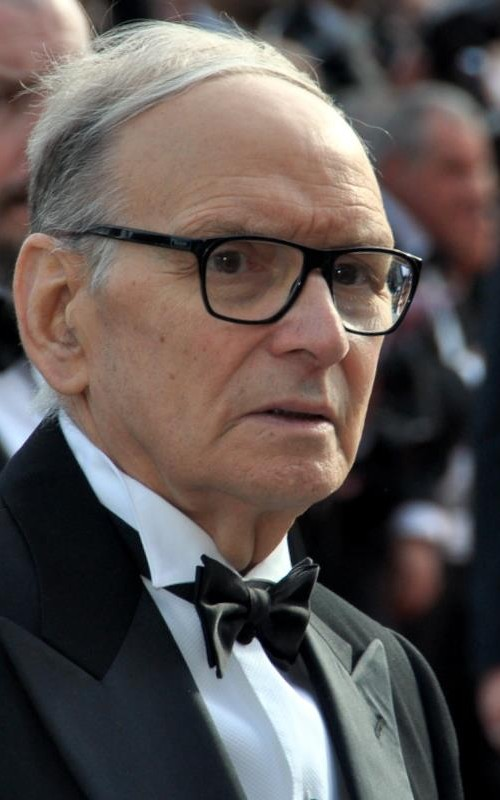
Ennio Morricone

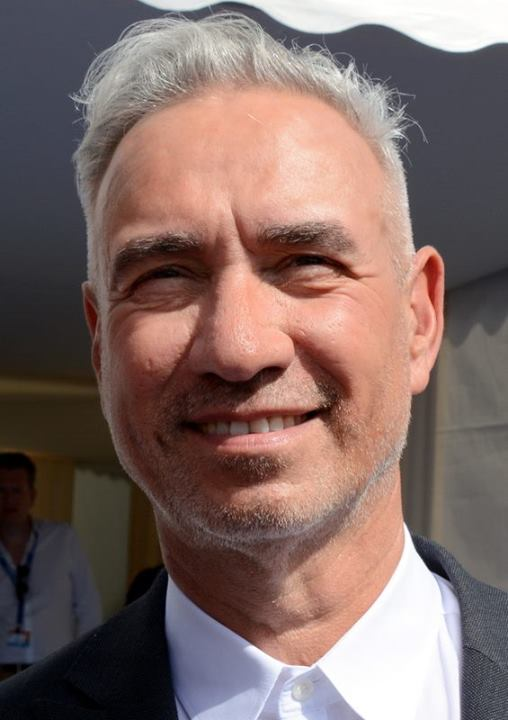
Roland Emmerich

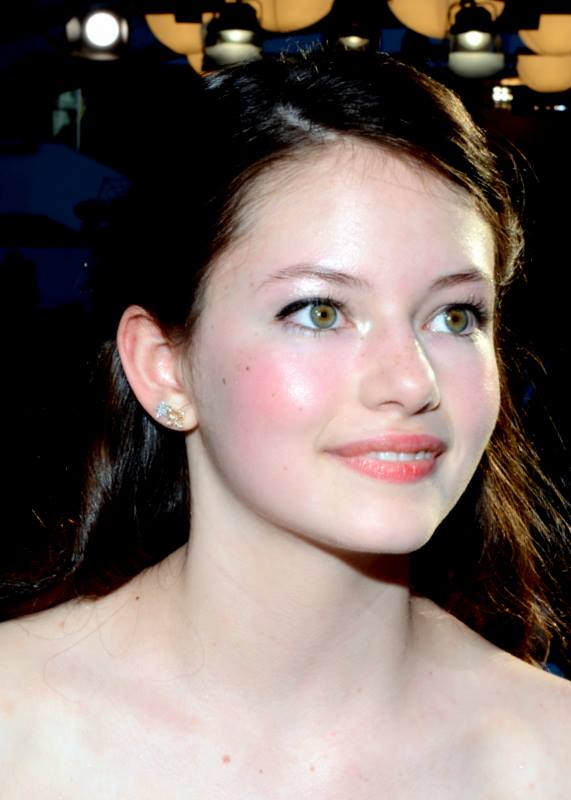
Mackenzie Foy

### Anterior ao século XIX
- 1433 — Carlos, Duque da Borgonha (m. 1477).
- 1480 — Brígida de Iorque, princesa da Inglaterra e freira (m. 1517).
- 1483 — Martinho Lutero, teólogo alemão (m. 1546).
- 1490 — João III, Duque de Cleves (m. 1539).
- 1620 — Ninon de Lenclos, escritora francesa (m. 1705).
- 1668 — François Couperin, compositor, organista e cravista francês (m. 1733).
- 1683 — Jorge II da Grã-Bretanha (m. 1760).
- 1697 — William Hogarth, pintor britânico (m. 1764).
- 1710 — Adam Gottlob Moltke, cortesão, estadista e diplomata dinamarquês (m. 1792).
- 1759 — Friedrich Schiller, poeta, dramaturgo, filósofo e historiador alemão (m. 1805).
- 1764 — Andrés Manuel del Río, químico mexicano (m. 1849).

### Século XIX
- 1810 — Carlos Fernando, Príncipe de Cápua (m. 1862).
- 1825 — Johann Jakob Scherer, político suíço (m. 1878).
- 1826 — Joseph Arch, político britânico (m. 1919).
- 1829 — Elwin Bruno Christoffel, matemático e físico alemão (m. 1900).
- 1834 — José Hernández, poeta, escritor e jornalista argentino (m. 1886).
- 1845
  - John Sparrow David Thompson, político canadense (m. 1894).
  - Miguel Antonio Caro, político, jornalista e escritor colombiano (m. 1909).
- 1852 — Henry van Dyke, escritor e diplomata estadunidense (m. 1933).
- 1858 — Aldegundes de Bragança, condessa de Bardi (m. 1946).
- 1861
  - Robert T. A. Innes, astrônomo britânico (m. 1933).
  - Édouard Dujardin, escritor francês (m. 1949).
- 1867 — John Patterson, soldado, caçador, sionista e escritor anglo-irlandês (m. 1947).
- 1869
  - Gaetano Bresci, anarquista ítalo-americano (m. 1901).
  - Léon Brunschvicg, filósofo francês (m. 1944).
- 1870 — Carlos de Bourbon-Duas Sicílias (m. 1949).
- 1873 — Henri Rabaud, maestro e compositor francês (m. 1949).
- 1882 — Leo White, ator alemão (m. 1948).
- 1887 — Arnold Zweig, romancista alemão (m. 1968).
- 1888
  - Andrei Tupolev, designer de aviões ucraniano (m. 1972).
  - Juan Antonio Ríos, advogado e político chileno (m. 1946).
- 1889 — Claude Rains, ator britânico (m. 1967).
- 1891 — Carl W. Stalling, compositor, pianista e arranjador estadunidense (m. 1972).
- 1893 — Gregori Maximoff, anarcossindicalista russo (m. 1950).
- 1896 — Heinz Prüfer, matemático alemão (m. 1934).

### Século XX

#### 1901–1950
- 1905 — Louis Harold Gray, físico britânico (m. 1965).
- 1906 — Josef Kramer, oficial alemão (m. 1945).
- 1909 — Robert Arthur Jr., escritor filipino-americano (m. 1969).
- 1910
  - Raoul Diagne, futebolista e treinador de futebol francês (m. 2002).
  - Henk Pellikaan, futebolista neerlandês (m. 1999).
- 1911 — Harry Andrews, ator britânico (m. 1989).
- 1913 — Álvaro Cunhal, político português (m. 2005).
- 1914
  - Albert Guinchard, futebolista suíço (m. 1971).
  - Edmund Conen, futebolista alemão (m. 1990).
- 1915 — Torcuato Fernández-Miranda, político espanhol (m. 1980).
- 1918 — Ernst Otto Fischer, químico alemão (m. 2007).
- 1919
  - Mikhail Kalashnikov, inventor russo, criador do fuzil de assalto AK-47 (m. 2013).
  - Moïse Tshombe, político congolês (m. 1969).
- 1920 — Lily Marinho, ex-modelo e socialite brasileira (m. 2011).
- 1922
  - Manuel Franco da Costa de Oliveira Falcão, religioso português (m. 2012).
  - Ivan Jensen, futebolista dinamarquês (m. 2009).
- 1923 — Óscar González, automobilista uruguaio (m. 2006).
- 1924 — Phyllis Lyon, ativista e jornalista americana (m. 2020).
- 1925 — Richard Burton, ator britânico (m. 1984).
- 1926
  - Jacques Rozier, cineasta e roteirista francês (m. 2023).
  - Juca Show, futebolista brasileiro (m. 2011).
- 1928 — Ennio Morricone, compositor, arranjador e maestro italiano (m. 2020).
- 1929
  - Russell Shedd, teólogo estadunidense (m. 2016).
  - Carlos Moratorio, adestrador argentino (m. 2010).
- 1930 — Ênio Rodrigues, futebolista brasileiro (m. 2001).
- 1932
  - Roy Scheider, ator estadunidense (m. 2008).
  - Paul Bley, pianista canadense (m. 2016).
- 1933 — Ronald Evans, astronauta estadunidense (m. 1990).
- 1934 — Lucien Bianchi, automobilista belga (m. 1969).
- 1935 — Pippa Scott, atriz estadunidense.
- 1937
  - Albert Hall, ator norte-americano.
  - Zdeněk Zikán, futebolista tcheco (m. 2016).
- 1939 — Russell Means, ativista e ator estadunidense (m. 2012).
- 1941 — Kurt Axelsson, futebolista sueco (m. 1984).
- 1942
  - Robert Engle, economista estadunidense.
  - Hans-Rudolf Merz, político suíço.
- 1944
  - Miguel Cadilhe, político e economista português.
  - Askar Akayev, político quirguiz.
  - Silvestre Reyes, político estadunidense.
- 1945 — Thongloun Sisoulith, político laosiano.
- 1947
  - Bashir Gemayel, militar e político libanês (m. 1982).
  - Greg Lake, músico britânico (m. 2016).
- 1948 — Mário Viegas, ator e recitador português (m. 1996).
- 1949
  - Mustafa Denizli, ex-futebolista e treinador de futebol turco.
  - Ann Reinking, dançarina, coreógrafa e atriz norte-americana (m. 2020).

#### 1951–2000
- 1951
  - Danilo Medina, economista e político dominicano.
  - Enzo Escobar, ex-futebolista chileno.
  - Mauro Celso, cantor brasileiro (m. 1989).
  - Aleksandr Vinogradov, ex-canoísta russo.
- 1952 — Lamine Ben Aziza, ex-futebolista tunisiano.
- 1953
  - Abdelkader Horr, ex-futebolista argelino.
  - Alain Lebas, ex-canoísta francês.
- 1954 — Juanito Gómez, futebolista espanhol (m. 1992).
- 1955 — Roland Emmerich, cineasta e produtor de filmes alemão.
- 1956 — David "Sinbad" Adkins, comediante, produtor e ator norte-americano.
- 1958
  - Antoine Kambanda, cardeal ruandês.
  - Myrian Rios, atriz brasileira.
- 1959
  - Mackenzie Phillips, cantora, violonista e compositora estadunidense.
  - Marcelo Tas, apresentador, ator e diretor brasileiro.
  - Vicky Rosti, cantora finlandesa.
- 1960 — Neil Gaiman, autor de romances e quadrinhos britânico.
- 1961 — Franco Navarro, ex-futebolista e treinador de futebol peruano.
- 1963
  - Hugh Bonneville, ator britânico.
  - Sylvain Chomet, compositor, diretor e roteirista francês.
  - Tanju Çolak, ex-futebolista turco.
- 1964
  - Magnús Scheving, ex-ginasta e produtor de televisão islandês.
  - Karen Acioly, atriz, teatróloga e dramaturga brasileira.
- 1965
  - Eddie Irvine, ex-automobilista britânico.
  - David Petrarca, produtor e diretor estadunidense.
- 1966 — Vanessa Angel, atriz britânica.
- 1967 — Michael Jai White, ator estadunidense.
- 1968 — Ishtar, cantora israelense.
- 1969
  - Sandro Barboza, jornalista brasileiro.
  - Ellen Pompeo, atriz estadunidense.
  - Faustino Asprilla, ex-futebolista colombiano.
  - Jens Lehmann, ex-futebolista alemão.
- 1970
  - Freddy Loix, automobilista belga.
  - Vince Vieluf, ator estadunidense.
  - Warren G, rapper estadunidense.
- 1971
  - Big Pun, rapper estadunidense (m. 2000).
  - Mario Abdo Benítez, empresário e político paraguaio, 55.º presidente do Paraguai.
- 1972 — DJ Ashba, músico estadunidense.
- 1973
  - Patrik Berger, ex-futebolista tcheco.
  - Afro-X, rapper brasileiro.
  - Marco Rodríguez, ex-árbitro e treinador de futebol mexicano.
  - Ângelo Paes Leme, ator brasileiro.
- 1974 — Alisa Camplin, ex-esquiadora australiana.
- 1975 — Markko Märtin, automobilista estoniano.
- 1976
  - Steffen Iversen, ex-futebolista e treinador de futebol norueguês.
  - Sergio González, ex-futebolista e treinador de futebol espanhol.
- 1977
  - Brittany Murphy, atriz estadunidense (m. 2009).
  - Josh Barnett, lutador estadunidense de artes marciais mistas.
  - Erik Nevland, ex-futebolista norueguês.
- 1978
  - Timo Scheider, automobilista alemão.
  - Kyla Cole, modelo e atriz eslovaca.
  - Amanda Acosta, atriz e cantora brasileira.
  - Nadine Angerer, ex-futebolista alemã.
  - Diplo, DJ e produtor musical estadunidense.
  - David Paetkau, ator canadense.
- 1979
  - Anthony Réveillère, ex-futebolista francês.
  - Renata Bueno, política e advogada brasileira.
  - Kelly Santos, jogadora de basquetebol brasileira.
- 1980
  - Jackeline Petkovic, apresentadora de televisão brasileira.
  - Matt Mullins, ator, diretor e lutador profissional estadunidense.
- 1982 — Heather Matarazzo, atriz estadunidense.
- 1983 — Miranda Lambert, cantora, compositora e guitarrista estadunidense.
- 1984
  - Ahmed Fathy, ex-futebolista egípcio.
  - Ludovic Obraniak, ex-futebolista franco-polonês.
  - Luis Ramírez, ex-futebolista peruano.
  - Kenny Dehaes, ex-ciclista belga.
  - Ben l'Oncle Soul, cantor francês.
- 1985
  - Aleksandar Kolarov, ex-futebolista sérvio.
  - Robert Smeets, ex-tenista australiano.
- 1986
  - Josh Peck, ator estadunidense.
  - Ilias Iliadis, judoca grego.
  - Pyry Kärkkäinen, futebolista finlandês.
  - Camora, futebolista romeno-português.
  - Samuel Wanjiru, atleta queniano (m. 2011).
  - Stanislav Namașco, futebolista moldávio.
- 1987 — Samantha Cook, competidora de jiu-jitsu brasileiro.
- 1988 — Daniel Teklehaimanot, ciclista eritreio.
- 1989
  - Brendon Hartley, automobilista neozelandês.
  - Daniel Adjei, futebolista ganês.
  - Daniel Teklehaimanot, ciclista eritreu.
  - Sara Salgado, atriz e modelo portuguesa.
  - Alex Muralha, futebolista brasileiro.
- 1990
  - Vanessa Ferrari, ex-ginasta italiana.
  - Aron Jóhannsson, futebolista islandês-americano.
  - Mireia Belmonte, nadadora espanhola.
- 1991 — Fahed Al Hajri, futebolista kuwaitiano.
- 1992
  - MC Guimê, cantor brasileiro.
  - Wilfried Zaha, futebolista marfinense-britânico.
  - Mattia Perin, futebolista italiano.
  - Gevaro Nepomuceno, futebolista curaçauense.
  - Maksim Valadzko, futebolista bielorrusso.
  - Peyton Royce, lutadora profissional australiana.
  - Andressa Alves, futebolista brasileira.
  - Mayke, futebolista brasileiro.
  - Dimitri Petratos, futebolista australiano.
- 1994
  - Zoey Deutch, atriz estadunidense.
  - Takuma Asano, futebolista japonês.
  - Óliver Torres, futebolista espanhol.
  - Xeka, futebolista português.
- 1995
  - Lotte Kopecky, ciclista belga.
  - Ryan Peniston, tenista britânico.
- 1996 — Emily Nelson, ex-ciclista britânica.
- 1997 — Federico Dimarco, futebolista italiano.
- 1999
  - Kiernan Shipka, atriz estadunidense.
  - João Félix, futebolista português.
  - Michael Cimino, ator norte-americano.
  - Armand Duplantis, atleta de salto com vara sueco-americano.
- 2000 — Mackenzie Foy, atriz e modelo estadunidense.

### Século XXI
- 2001 — Rafael Villagómez, automobilista mexicano.
- 2002 — Eduardo Camavinga, futebolista angolano-francês.
- 2006 — Meritxell Ferré, nadadora espanhola.
- 2009 — Christian Convery, ator canadense.

## Mortes

### Anterior ao século XIX
- 0461 — Papa Leão I (n. 390).
- 0474 — Leão II, imperador bizantino (n. 467).
- 0627 — Justo de Rochester, arcebispo e santo ítalo-inglês (n. ?).
- 1241 — Papa Celestino IV (n. ?).
- 1274 — Avelina de Forz, condessa de Aumale (n. 1259).
- 1290 — Calavuno, sultão do Egito (n. 1222).
- 1299 — João I, Conde da Holanda (n. 1284).
- 1444 — Ladislau III da Polônia (n. 1424).
- 1549 — Papa Paulo III (n. 1468).
- 1673 — Miguel I, rei polonês (n. 1640).
- 1728 — Fiódor Apraksin, almirante russo (n. 1661).
- 1738 — John Asgill, escritor e político inglês (n. 1658).
- 1772 — Pedro António Correia Garção, poeta português (n. 1724).

### Século XIX
- 1852 — Gideon Mantell, cientista britânico (n. 1790).
- 1891 — Arthur Rimbaud, poeta francês (n. 1854).

### Século XX
- 1911 — Christian Lundeberg, político sueco (n. 1842).
- 1938 — Mustafa Kemal Atatürk, político turco (n. 1881).
- 1982 — Leonid Brejnev, político soviético (n. 1906).
- 1986 — Vicente Trueba, ciclista espanhol (n. 1905).
- 1990 — Mário Schenberg, físico, político e crítico de arte brasileiro (n. 1914).
- 1994 — Louis Nizer, escritor britânico (n. 1902).
- 1995 — Ken Saro-Wiwa, escritor e ativista ambiental nigeriano (n. 1941).
- 1996 — Yaki Kadafi, rapper estadunidense (n. 1977).
- 2000
  - Adamantíos Andrutsópulos, político grego (n. 1919).
  - Jacques Chaban-Delmas, político e militar francês (n. 1915).

### Século XXI
- 2001 — Ken Kesey, escritor americano (n. 1935).
- 2003 — Canaan Sodindo Banana, religioso e político zimbabuense (n. 1936).
- 2005
  - Fernando Bujones, bailarino estadunidense (n. 1955).
  - Steve Courson, jogador de futebol americano estadunidense (n. 1955).
- 2006 — Jack Palance, ator de cinema estadunidense (n. 1919).
- 2007 — Norman Mailer, escritor e jornalista estadunidense (n. 1923).
- 2008 — Miriam Makeba, cantora sul-africana (n. 1932).
- 2009
  - Robert Enke, futebolista alemão (n. 1977).
  - Ken Wlaschin, escritor e historiador estadunidense (n. 1934).
- 2010 — Dino De Laurentiis, ator e produtor de cinema ítalo-americano (n. 1919).
- 2015 — Sandra Moreyra, jornalista brasileira (n. 1954).
- 2017 — Marcia Cabrita, atriz e humorista brasileira (n. 1964).
- 2022 — Roberto Guilherme, ator, dublador e humorista brasileiro (n. 1938)

## Feriados e eventos cíclicos

### Brasil
- Dia da indústria automobilística
- Dia do Trigo - Brasil
- Dia Nacional de Prevenção e Combate à Surdez
- Feriado municipal: Aniversário do Município de Bela Vista do Maranhão, Maranhão
- Feriado municipal: Aniversário do Município de Vale do Sol, Rio Grande do Sul
- Feriado municipal: Aniversário do Município de Valença, Bahia

### Internacional
- Dia Mundial da Ciência pela Paz e pelo Desenvolvimento

### Moçambique
- Dia da elevação à categoria de cidade de Maputo, capital de Moçambique (feriado municipal)

### Cristianismo
- André Avelino
- Justo de Rochester
- Papa Leão I
- Teoctista de Lesbos

## Outros calendários
- No calendário romano era o 4.º dia  (IV) antes dos idos de novembro.
- No calendário litúrgico tem a letra dominical F para o dia da semana.
- No calendário gregoriano a epacta do dia é xii.